# Fenvalerát
Fenvalerát (systematický název (RS)-alfa-kyano-3-fenoxybenzyl-(RS)-2-(4-chlorfenyl)-3-methylbutyrát) je syntetický pyrethroid používaný jako insekticid. Je směsí čtyř optických izomerů, které mají různě silné insekticidní účinky. Nejvyšší účinek má izomer 2-S alfa. Fenvalerát obvykle obsahuje okolo 23 % tohoto izomeru.
Za běžných podmínek se jedná o viskózní kapalinu, která může částečně krystalizovat. Rozpustnost fenvalerátu ve vodě je velmi nízká, naopak vysoká je v organických rozpouštědlech. Relativně stabilní je v kyselém prostředí, naopak v zásaditém rychle hydrolyzuje.
Fenvalerát se používá proti široké škále škodlivého hmyzu – nejčastěji pro ochranu potravin, krmiva a výrobků z bavlny a také proti blechám a klíšťatům v chlévech a stájích. Prodává se ve formě emulgovatelného koncentrátu, ULV spreje, insekticidní mlhy, granulí, smáčitelného prášku a směsí pro pomalé uvolňování.
Fenvalerát má jen mírnou toxicitu pro savce, je ale velmi toxický pro včely a ryby. Může dráždit oči a kůži, při požití je škodlivý. U laboratorních zvířat byly po akutní či krátkodobé expozici pozorovány toxické účinky na CNS. Fenvalerát neovlivňuje rostliny, jeho účinek však trvá dlouho. Reziduální úroveň se minimalizuje aplikací v nízkém množství.